# Arachnofobie
Arachnofobie je specifická fobie, úzkostí provázený abnormální strach z pavouků. Je to nejčastěji se vyskytující fobie obvykle provázející neurózy.
Reakce arachnofobiků často připadají ostatním iracionální (a někdy i trpícímu samotnému). Lidé s arachnofobií se obvykle necítí dobře v jakékoli oblasti, kde by podle nich mohli být pavouci nebo kde jsou viditelné známky jejich přítomnosti, jako například pavučiny. Jakmile vidí pavouka, nemohou se k němu ani přiblížit, dokud nepřekonají panický šok, který často doprovází tuto fobii. Mohou se cítit ponížení, když taková situace nastane v přítomnosti přihlížejících lidí nebo členů rodiny.
Příčinou tohoto chorobného strachu může být traumatický zážitek z dětství, nápodoba chování rodičů (pokud se matka bojí pavouků, dítě se bude vysoce pravděpodobně bát taky.)

## Projevy
Při záchvatu arachnofobie se dotyčného začínají projevovat tyto příznaky:
- strach, odpor
- panika
- bušení srdce
- obtíže s dýcháním
- návaly horka a chladu
- cítí se malátný a ochromený
- pocení
- sucho v ústech
- třas[4]

Když je v blízkosti člověka trpícího arachnofobií pavouk, daný jedinec často jedná následovně:
1. snaží se dostat pryč od pavouka (např. jít pryč z místnosti)
2. snaží se dostat na vyvýšené místo (např. stůl)

Cítí toto:
- Musí mít pavouka na očích, aby věděl kde je, ale zároveň by ho nejradši neviděl. Pokud pavouka ztratí z dohledu, vede to k obavě, že se objeví v jeho blízkosti a tak by nemohl včas zareagovat.

Pavouka většinou nedokáže zneškodnit – zabít ho, vyhodit ho z okna, hodit na něj něco, co mu znemožní volný pohyb např. krabičku, skleničku.

## Léčba
Strach z pavouků může být léčen kteroukoli z obecných metod, které se používají pro specifické fobie (např. expozice pod dohledem psychoterapeuta).